# Saint-Lyphard
Saint-Lyphard település Franciaországban, Loire-Atlantique megyében. Lakosainak száma 5246 fő (2022. január 1.). Saint-Lyphard Guérande, Herbignac, Saint-André-des-Eaux és Saint-Joachim községekkel határos.

## Népesség
A település népessége az elmúlt években az alábbi módon változott:
| Lakosok száma | 1357 | 2364 | 2889 | 4030 | 4482 | 4627 | 4760 | 4817 | 4962 | 5246 |
|               | 1968 | 1982 | 1990 | 2006 | 2013 | 2015 | 2017 | 2019 | 2020 | 2022 |